# Eurybrachys venusta
Eurybrachys venusta är en insektsart som beskrevs av Stsl 1863. Eurybrachys venusta ingår i släktet Eurybrachys och familjen Eurybrachidae. Inga underarter finns listade i Catalogue of Life.